# Cosmos 321
Cosmos 321 (en cirílico, Космос 321) fue un satélite artificial soviético perteneciente a la clase de satélites DS (el primero de los dos de tipo DS-U2-MG) y lanzado el 20 de enero de 1970 mediante un cohete Cosmos 2I desde el cosmódromo de Plesetsk.

## Objetivos
La misión de Cosmos 321 consistió en estudiar los polos de la magnetósfera terrestre.

## Características
El satélite tenía una masa de 400 kg (aunque otras fuentes indican 365 kg) y fue inyectado inicialmente en una órbita con un perigeo de 280 km y un apogeo de 507 km, con una inclinación orbital de 71 grados y un periodo de 92,07 minutos.
A bordo llevaba un magnetómetro cuántico de cesio.
Cosmos 321 reentró en la atmósfera el 23 de marzo de 1970.

## Resultados científicos
Cosmos 321 estudió la subtormenta magnética del 4 de marzo de 1970 y la del 8-10 de marzo de ese mismo año. El satélite también estudió los electrochorros, el efecto de las corrientes longitudinales magnetosféricas e ionosféricas y el efecto de una anillo de corriente no ionosférico. También midió por primera vez los efectos de un electrochorro ionosférico ecuatorial sobre la ionosfera y su efecto de inducción en la Tierra.